# 오버핸드

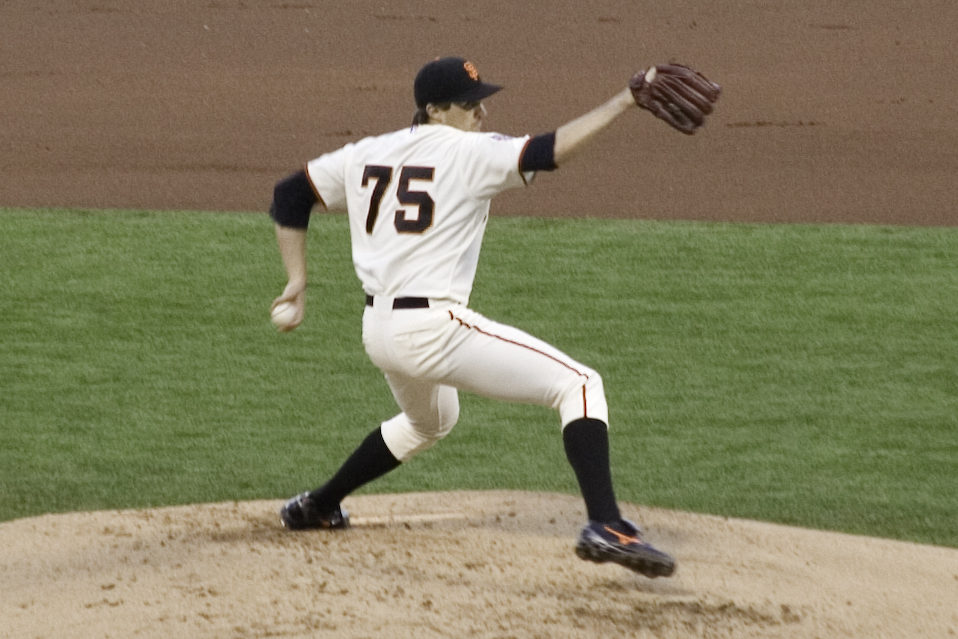

오버핸드(overhand)는 팔이 머리 뒤에서 머리 위를 지나며 던지는 방식을 말한다. 가장 기본적으로 던지는 자세이자, 야구 종목에서 투수가 투구하는 방식 중의 한 가지이며, 보통 투수들이 이 방법으로 투구한다. 흔히 정통파라 불리며, 투구 이외에 송구에서도 많이 사용되는 방식이다.
상체의 기울기에 따라 3쿼터와 자세가 비슷해지기도 하지만, 보통 상체가 조금 기울어져 팔의 각도를 최대한 살리는 방식으로 투구를 한다.

## 장점
오버핸드의 장점은 가장 던지기 쉬운 방식인 것인데. 다시 말해 투구할 때 힘을 모으는 것이 가장 쉽다. 또한 그 힘을 끝까지 유지하는데도 유리한 폼이다.
그래서 속구를 던지는데 유리한 투구 방식이고, 키가 클수록 공을 놓는 각도가 커지기 때문에 직구가 매우 위력적인 무기가 될 수 있는 투구 폼이다.
또한 공을 채기 좋아서 직구의 구위가 다른 투구 폼에 비해 좋은 편이다.

## 단점
체력소모가 매우 크고, 체력을 소모한 채로 투구를 하게 되면, 타자들이 치기 쉬운 높은 공이 될 가능성이 매우 크다.
또한 팔을 위에서 아래로 휘두르며 투구하는 방식이기 때문에, 다른 폼에 비하여 여러 가지의 변화구를 다룰 수 없다는 단점을 가지기도 한다.

## 대표적인 선수들
전 샌프란시스코 자이언츠 소속의 “괴짜” 팀 린써컴, 현 SSG 랜더스의 “일본 킬러” 김광현, 두산베어스의 “니느님” 더스틴 니퍼트, 전 한화 이글스의 박정진, 전 롯데 자이언츠의 영구결번, “무쇠팔” 최동원 등이 있다.